# Sokhna Lacoste
Sokhna Lacoste (* 25. August 2000 in Kaolack als Sokhna Diop) ist eine französische Sprinterin senegalesischer Herkunft, die sich auf den 400-Meter-Lauf spezialisiert hat und seit 2019 für Frankreich startberechtigt ist.

## Sportliche Laufbahn
Erste internationale Erfahrungen sammelte Sokhna Lacoste im Jahr 2019, als sie bei den U20-Europameisterschaften in Borås im 400-Meter-Lauf in 53,63 s den sechsten Platz belegte. Bei den World Athletics Relays 2021 im polnischen Chorzów verhalf sie der französischen 4-mal-400-Meter-Staffel zum Finaleinzug. Anfang Juli belegte sie bei den U23-Europameisterschaften in Tallinn in 52,19 s den vierten Platz und gewann im Staffelbewerb in 3:30,33 min die Silbermedaille hinter dem Team aus Tschechien. Anschließend nahm sie mit der Staffel an den Olympischen Spielen in Tokio teil, verpasste dort aber mit 3:25,07 min den Finaleinzug. 2022 klassierte sie sich bei den Weltmeisterschaften in Eugene mit 3:25,81 min im Finale auf dem fünften Platz und anschließend schied sie bei den Europameisterschaften in München mit 52,62 s in der ersten Runde über 400 Meter aus und verpasste mit der Staffel mit 3:29,64 min den Finaleinzug.
2020 wurde Lacoste französische Meisterin im 400-Meter-Lauf sowie 2022 Hallenmeisterin über 200 Meter.

## Persönliche Bestzeiten
- 200 Meter: 23,15 s (+1,1 m/s), 3. September 2021 in La Roche-sur-Yon
  - 200 Meter (Halle): 23,40 s, 27. Februar 2022 in Miramas
- 400 Meter: 51,62 s, 15. Juni 2022 in Marseille
  - 400 Meter (Halle): 52,79 s, 12. Februar 2022 in Metz